# Venturia compressa
Venturia compressa là một loài tò vò trong họ Ichneumonidae.